# Nathan Peter Levinson

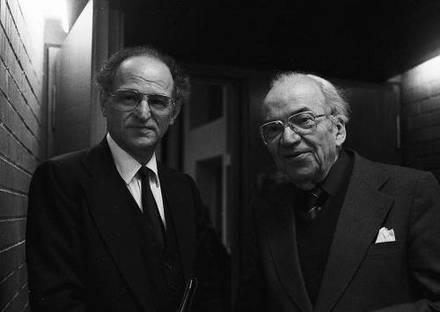
Landesrabbiner Levinson links im Bild mit Hans Heinz Altmann, einem jüdischen Emigranten aus Nazi-Deutschland nach Bolivien vor Ausbruch des Zweiten Weltkriegs (1944 nach Argentinien), Autor des Buches Muttersprache, Heimat der Heimatlosen (Foto aufgenommen in der Katholischen Akademie Freiburg 1985)

Nathan Peter Levinson, gebürtig Nathan Peter Lewinski (geboren 23. November 1921 in Berlin-Prenzlauer Berg; gestorben 27. Oktober 2016 in Berlin), war ein deutsch-jüdischer Emigrant, amerikanischer Militärrabbiner, Rabbiner und Landesrabbiner in Deutschland, Autor religionswissenschaftlicher Schriften und Träger des Bundesverdienstkreuzes 1. Klasse.

## Leben und Wirken

### Familie und Herkunft
Die Familie Levinson stammte aus Berlin und trug ursprünglich den Familiennamen Lewinski. Seit ihrer Emigration in die Vereinigten Staaten im Jahre 1941 führte sie den Familiennamen Levinson. Die Familie kehrte erstmals wieder 1950 nach Berlin, in das befreite Deutschland, zurück.

### Jugend und Gymnasialzeit
Nathan Peter Levinson wuchs in Berlin auf. Er begann seine Gymnasialausbildung als Schüler des Berlinischen Gymnasiums zum Grauen Kloster. Nachdem er an diesem Gymnasium von nationalsozialistisch orientierten Mitschülern verprügelt worden war, schickten ihn seine Eltern zur weiteren Gymnasialausbildung auf die jüdische Privatschule der Orthodoxen Austrittsgemeinde Adass Jisroel in Berlin.
Nach den Novemberpogromen 1938 wurden alle jüdischen Privatschulen aufgelöst. Infolgedessen existierte nur noch das Gymnasium der Jüdischen Gemeinde in der Wilsnacker Straße, wo Levinson im Jahr 1940 noch sein Abitur ablegen konnte. Er hielt aus diesem Anlass eine Abiturrede, die ihm so viel bedeutete, dass er sie fast sein ganzes Leben bei sich führte.

### Studium in Berlin
Nach dem Abitur begann Levinson 1940 seine Studien an der Lehranstalt für die Wissenschaft des Judentums. Hier entfaltete sich seine tiefe Verehrung für den Rabbiner Leo Baeck, die für ihn ein Leben lang prägend wirken sollte.

### Emigration und Studium in Cincinnati
1941 gelang es der Familie Levinson in allerletzter Stunde, Deutschland zu verlassen und damit der sicheren Vernichtung in der Zeit des Nationalsozialismus durch die Schergen Adolf Hitlers zu entgehen. Über Polen, Russland, Korea und Japan gelangten die Levinsons in die Vereinigten Staaten nach Ohio, wo sie sich in Cincinnati niederließen.
Am Hebrew Union College in Cincinnati absolvierte Levinson einen sechs Jahre dauernden Rabbinatsstudiengang, den er mit dem Magister in Hebräischer Literatur und der Ordinierung zum Rabbiner abschloss.

### Rückkehr nach Deutschland
Die Weltunion für das progressive Judentum entsandte Levinson 1950 nach Berlin, wo er von 1950 bis 1953 das Amt des Großrabbiners des Landes Berlin bekleidete. Im selben Jahr kehrte er noch einmal in die USA zurück, um einen Lehrgang zur Ausbildung zum Militärrabbiner zu absolvieren. Levinson wollte danach eigentlich nach Berlin zurückkehren, wurde dann aber, Absprachen zum Trotz, 1955 als Militärrabbiner erst einmal nach Japan verpflichtet. Anschließend wurde er als Militärrabbiner zur Ramstein Air Base in die Bundesrepublik Deutschland versetzt. 1961 schied Levinson aus dem Militärdienst aus.

### Rabbiner in Deutschland
Levinson ließ sich in Heidelberg nieder und wurde 1961 Rabbiner der Jüdischen Gemeinde Mannheim. 1964 wurde er Landesrabbiner von Baden, Hamburg und Schleswig-Holstein.
Levinson wurde 1964 zum Vorsitzenden der Rabbinerkonferenz der Bundesrepublik Deutschland gewählt. Ab dem Jahr 1965 war er für fast 20 Jahre Vorsitzender des Deutschen Koordinierungsrates der Gesellschaften für Christlich-Jüdische Zusammenarbeit, gemeinsam mit dem Katholiken Willehad Paul Eckert und dem Protestanten Martin Stöhr.
Zu dieser Zeit setzte er sich – zusammen mit seiner zweiten Ehefrau Pnina Navè-Levinson – vehement für die Gründung der Hochschule für Jüdische Studien in Heidelberg ein. Im Rundfunk war Levinson mit wöchentlichen Predigten zum Sabbat zu hören. 1976 wurde er zum Präsidenten des Internationalen Rates der Christen und Juden gewählt.
Rabbiner Andreas Nachama würdigte Peter Levinson zu dessen 90. Geburtstag in der Jüdischen Allgemeinen: „Er ist für mich der letzte deutschsprachige Rabbiner seiner Generation, der tatsächlich noch jene Mischung aus höchster wissenschaftlicher Gelehrsamkeit, aus aufgeklärter akademischer Liberalität und jüdisch-traditionellem Wissen darstellt, für das die deutsch-jüdische Rabbinergeneration um Leo Baeck stand.“ Zudem habe er sich als Versöhner um den christlich-jüdischen Dialog verdient gemacht.

### Privatleben

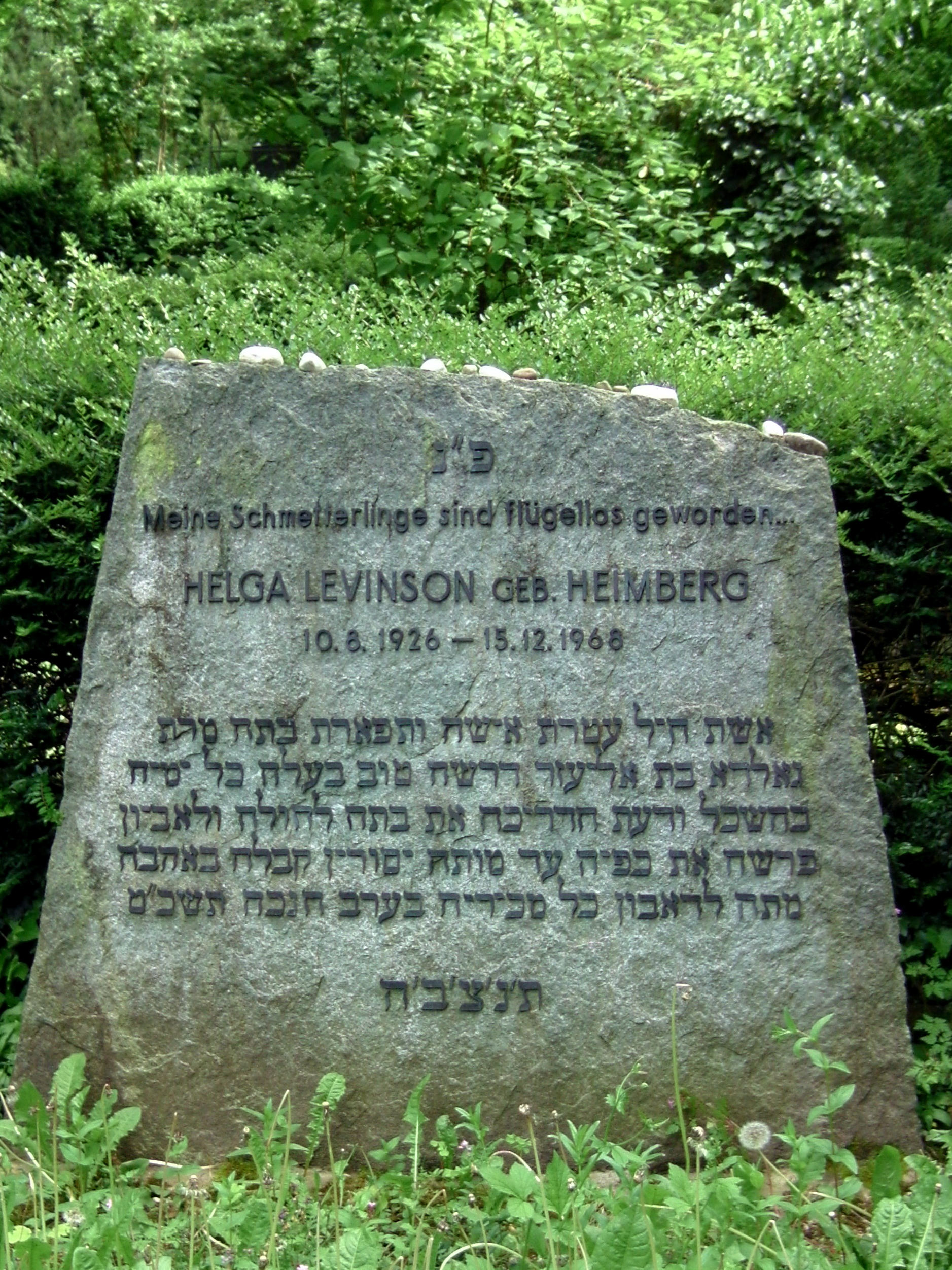
Mazewa für Helga Levinson auf dem Jüdischen Friedhof in Heidelberg mit ihren eigenen Abschiedszeilen

Levinson trat 1985 von seinen offiziellen Ämtern zurück. Er lebte danach jeweils ein halbes Jahr in Deià auf Mallorca und ein halbes Jahr in Jerusalem. In jenen Jahren widmete er sich intensiv religionswissenschaftlichen Forschungen und seinen Arbeiten als Autor. Ab 2002 lebte er ausschließlich in Berlin.
Nathan Peter Levinson war zweimal verheiratet. 1947 vermählte er sich in Cincinnati mit Helga Heimberg. Dieser Ehe entspross die gemeinsame Tochter Sharon, die 1952 geboren wurde. Helga Levinson starb nach langer Krankheit im Jahr 1968. Sie ruht auf dem Jüdischen Friedhof in Heidelberg, der dem Heidelberger Bergfriedhof angegliedert ist.
1970 heiratete Levinson die Gelehrte Pnina Navè. Sie starb nach einer Herzoperation im Jahr 1998 und ruht in Israel.
Seine letzten Lebensjahre verbrachte Nathan Peter Levinson im Berliner Altersheim Tertianum, wo er am 27. Oktober 2016 im Alter von 94 Jahren starb. Er fand seine letzte Ruhestätte auf dem Jüdischen Friedhof Berlin-Weißensee.

## Auszeichnungen und Ehrungen

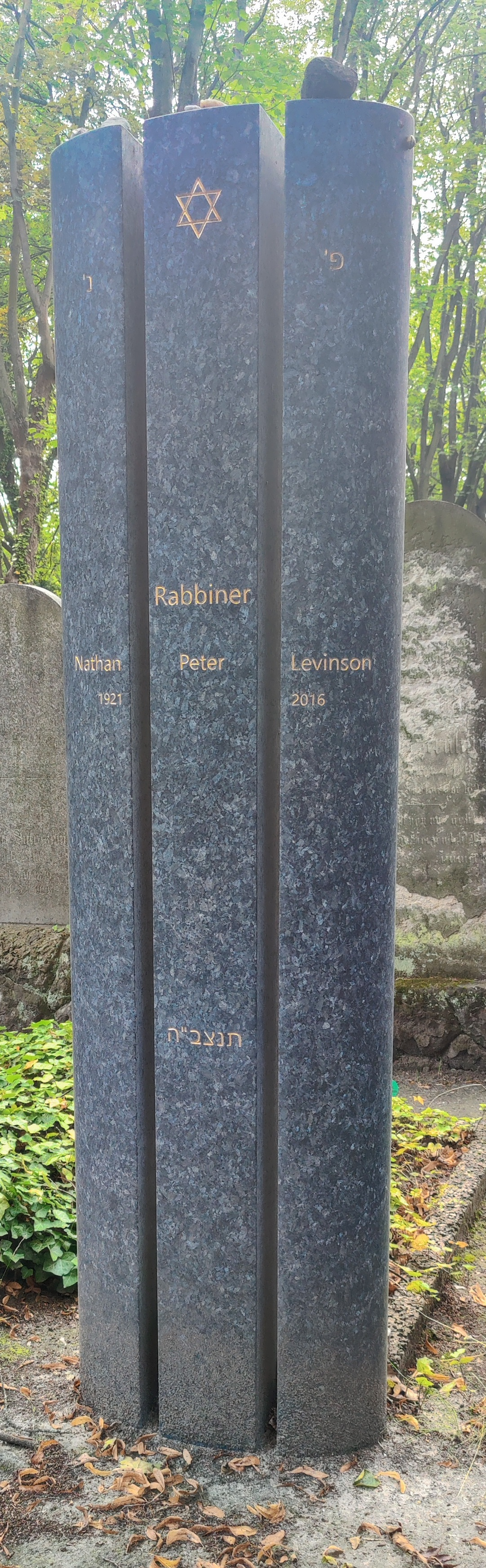
Grabstätte auf dem Jüdischen Friedhof Weißensee

- 1980: Medaillon, überreicht von Papst Johannes Paul II.
- 1991: Augsburger Friedenspreis
- 1996: Dr.-Leopold-Lucas-Preis (zusammen mit Pnina Navè-Levinson)
- Bundesverdienstkreuz 1. Klasse (26. Januar 1999)[9]
- 2005: Ehrung durch die Raoul-Wallenberg-Stiftung: Verleihung des Raoul Wallenberg Award für sein Engagement im interreligiösen Dialog
- 2024 gründete der Zentralrat der Juden in Berlin die Stiftung Nathan Peter Levinson.[10]

## Schriften
- Martin Buber, ein jüdischer Denker und Humanist. Europäische Verlags-Anstalt, Frankfurt a. M. 1966, DNB 457421924.
- Ein Rabbiner erklärt die Bibel (= Abhandlungen zum christlich-jüdischen Dialog. Band 14). Chr. Kaiser Verlag, München 1982, ISBN 3-459-01449-0.
- Dem Andenken der Gerechten, Nachrufe (Kaiser-Taschenbücher. Band 37). Chr. Kaiser Verlag, München 1988, ISBN 3-459-01767-8.
- mit Manfred Görg, Hans Maier: Juden und Christen im Gespräch, Bilanz nach 40 Jahren Staat Israel. Friedrich Pustet, Regensburg 1989, ISBN 3-7917-1202-0.
- Der Messias. Kreuz-Verlag, Stuttgart 1994, ISBN 3-7831-1333-4.
- Ein Ort ist, mit wem Du bist. Lebensstationen eines Rabbiners (= Schriften der Stiftung Neue Synagoge Berlin – Centrum Judaicum). Autobiografie. Ed. Hentrich, Berlin 1996, ISBN 3-89468-206-X.
- „Ketzer“ und Abtrünnige im Judentum. Historische Porträts. Herausgegeben von Irmgard Zepf. Lutherisches Verlagshaus, Hannover 2001, ISBN 3-7859-0825-3.
- Widerstand und Eigensinn. Sechs jüdische Lehrer: Jesus – Jeschua, Martin Buber, Franz Rosenzweig, Leo Baeck, Joseph Carlebach, Abraham Joshua Heschel. Vorträge und Aufsätze (= Schibboleth: Forum jüdische Kulturphilosophie. Studien zu Religion und Modern. Band 3). Herausgegeben von Irmgard Zepf. Lit, Berlin/Münster 2006, ISBN 3-8258-8717-0.